# Klinisch geriatrisch onderzoek
Klinisch geriatrisch onderzoek is een onderzoek dat men uitvoert bij de geriatrische populatie. Dit onderzoek is gemaakt om een beter zicht te krijgen op de patiënt. Het onderzoek bestaat uit 8 domeinen; elk domein wordt onderzocht met behulp van verschillende soorten vragen, testen en meetschalen.

## Acht domeinen
Dit zijn de acht domeinen die horen bij een klinische geriatrisch onderzoek:
- Fysieke prestatie
- Functionele status
- Comorbiditeit
- Cognitie
- Nutritie
- Sociale steun
- Polyfarmacie
- Psychosociale status

## Gebruik binnen de oncologie
Een klinisch geriatrisch onderzoek wordt regelmatig ingezet als extra onderzoek, voorafgaand aan de uitvoering van een oncologische behandeling. De bedoeling van dit onderzoek is om artsen meer inzicht in de patiënt te geven; zo kunnen zij beter inschatten welke behandeling er dient te worden gegeven. Door dit onderzoek kan tevens een beter risicoprofiel worden gemaakt om in te schatten wat de toxische effecten van de behandeling op de patiënt zouden kunnen zijn. Toxische effecten van een kankerbehandeling kunnen zich in verschillende vormen uiten, zoals individuele symptomen of ziektes. Uit verschillende soorten bronnen blijkt dat een voorafgaand klinisch geriatrisch onderzoek een positief effect heeft op het verminderen van schadelijke effecten bij een kankerbehandeling bij oudere patiënten.

### Symptomen
Dit zijn de symptomen die kunnen optreden:
- Vermoeidheid
- Dehydratie
- Anemie
- Infectie
- Gastro-intestinale problemen